# Craig (Alaska)
Craig és una població dels Estats Units a l'estat d'Alaska. Segons el cens del 2000 tenia 1.397 habitants.

## Demografia
Segons el cens del 2000, Craig tenia 1.397 habitants, 523 habitatges, i 348 famílies La densitat de població era de 80,7 habitants/km².
Dels 523 habitatges en un 41,1% hi vivien nens de menys de 18 anys, en un 49,9% hi vivien parelles casades, en un 11,5% dones solteres, i en un 33,3% no eren unitats familiars. En el 25,2% dels habitatges hi vivien persones soles el 3,8% de les quals corresponia a persones de 65 anys o més que vivien soles. El nombre mitjà de persones vivint en cada habitatge era de 2,63 i el nombre mitjà de persones que vivien en cada família era de 3,16.
Per edats la població es repartia de la següent manera: un 31,9% tenia menys de 18 anys, un 7,9% entre 18 i 24, un 31,8% entre 25 i 44, un 23,9% de 45 a 60 i un 4,6% 65 anys o més.
L'edat mediana era de 34 anys. Per cada 100 dones hi havia 119,7 homes. Per cada 100 dones de 18 o més anys hi havia 118,3 homes.
La renda mediana per habitatge era de 45.298 $ i la renda mediana per família de 52.500 $. Els homes tenien una renda mediana de 41.111 $ mentre que les dones 23.558 $. La renda per capita de la població era de 20.176 $. Aproximadament el 7,8% de les famílies i el 9,8% de la població estaven per davall del llindar de pobresa.

## Poblacions més properes
El següent diagrama mostra les poblacions més properes.